# Kirche Horst

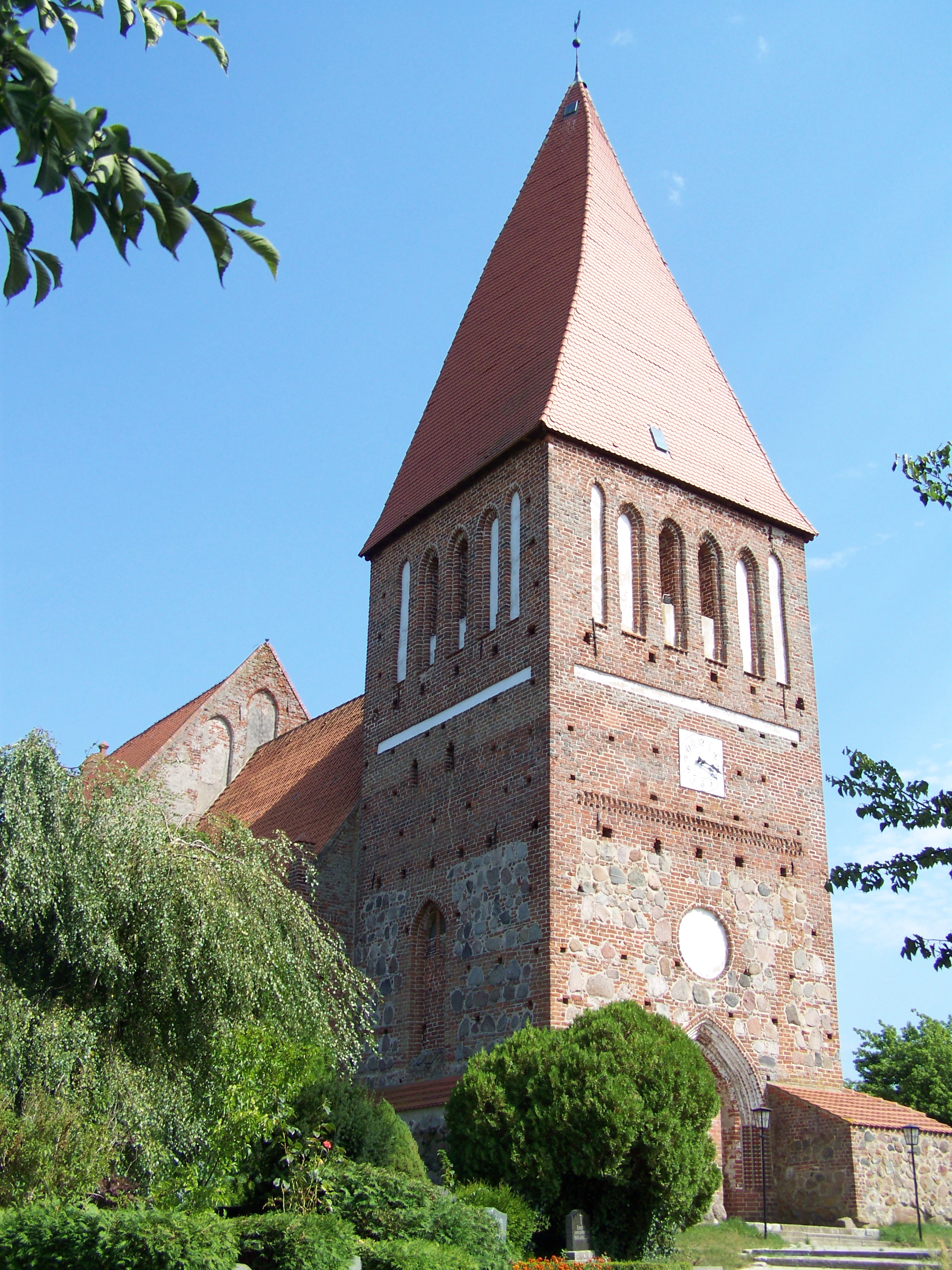
Kirche in Horst

Die Kirche Horst ist eine Pfarrkirche im Sundhagener Ortsteil Horst in Vorpommern. Sie stammt aus dem 13./14. Jahrhundert.

## Beschreibung
Der einschiffige, zweijochige Backsteinbau aus dem 14./15. Jahrhundert besitzt einen höheren, rechteckigen Chor, eine südliche Sakristei und einen vorgesetzten, quadratischen Kirchturm im Westen.
Im Inneren der Kirche sind spätgotische Wandmalereien erhalten; sie wurden 1992 bis 1996 freigelegt. Im Chorbereich ist ein überlebensgroßer Apostelfries zu sehen.

## Ausstattung
Der spätgotische, zweiflügelige Schnitzaltar stammt aus der Zeit um 1510. Er weist Szenen aus dem Marienleben auf. An der Nordwand des Chores hängt über einer Taufsteinkuppa aus Kalkstein aus der ersten Hälfte des 14. Jahrhunderts ein neogotisch gefasstes Kruzifix.
Die im Renaissancestil gearbeitete Kanzel an der Südseite des Triumphbogens wurde 1602 von Johannes Buggenhof angefertigt. Ebenfalls vom Anfang des 17. Jahrhunderts stammen die Gestühlswangen bzw. -einfassungen und der „Frau-Pastorin-Stuhl“ im Kirchenschiff.

### Orgel
Die Orgel wurde 1850 von Johann Friedrich Nerlich gefertigt. Sie besitzt einen neogotischen Prospekt.
Die Disposition (in originaler Schreibweise) lautet:
| Manual C–d3    |     |
| Bourdon        | 16′ |
| Gedackt        | 08′ |
| Octave         | 08′ |
| Viola da Gamba | 08′ |
| Flöte traverso | 08′ |
| Salicional     | 08′ |
| Principal      | 04′ |
| Gedacktflöte   | 04′ |
| Mextur III     |     |

| Pedal C–c1    |     |
| Subbass       | 16′ |
| Violon        | 16′ |
| Principalbass | 08′ |
| Violon        | 08′ |

- Koppeln: Pedal-Coppel
- Spielhilfen: Nolometangere, Calkanten-Glocke

### Geläut
Die drei Glocken wurden 1927 aus Stahl gefertigt.

## Gemeinde
Das evangelische Pfarramt Horst gehört seit 2012 zur Propstei Stralsund im Pommerschen Evangelischen Kirchenkreis der Evangelisch-Lutherischen Kirche in Norddeutschland. Vorher gehörte sie zum Kirchenkreis Demmin der Pommerschen Evangelischen Kirche. Zur Kirchengemeinde gehören die Kirchkapellen in Jager und Willerswalde.